# أبو محمد الحسن الهمداني
أبو محمد الحسن بن أحمد بن يعقوب بن يوسف بن داود بن سليمان الأرحبي البكيلي الهَمْداني  (280- بعد 336هـ / 893 - 947 م) عالمٌ همداني عربي من أعظم جغرافيي جزيرة العرب في عصره، وكان شاعراً كذلك، وله إحاطة بعلوم الفلك والحكمة والفلسفة والكيمياء. سجن في أخريات حياته، وكان من أهم ما كتب الجوهرتين العتيقتين. قضى بعد السجن عام 334هـ.

## سيرته
عرف الهمداني بألقاب عديدة مثل: ابن يعقوب، النسابة، ابن الحائك، ابن الدمينة -غير الشاعر المشهور بهذا اللقب- و (لسان اليمن)، ويكنى (أبا محمد الهمداني)، نسبة إلى قبيلة همدان اليمنية. مولده في صنعاء، ووفاته في قرية ريدة، من بلاد عمران.
كان الهمداني مؤرخاً، نَسّابة، أديباً، شاعراً، فيلسوفاً، ورَحّآلة.
رحل الهمداني في أول عمره إلى مكة، حيث اقتنى الكثير من الكتب، في الشعر والأنساب، وفي المعرفة أكثر من النقل عن بطليموس. تأثر كثيرًا بالكتب المترجمة عن اليونانية، والفارسية، والهندية؛ تأثرًا دفعه إلى الأخذ ببعض الآراء الواردة فيها، وإلى احترامه لأصحابها، فهو بعد أن يورد قول (أرسطاطاليس) الحكيم، عن مبتدأ الحرارة في جوف الأرض، يعقب عليه بقوله: “قد أحسن الحكيم، فيما فرَّع، وإن كان قد بنى قوله في مبتدأ الحرارة على غير أصلٍ”، ثم يسترسل في إيضاح ذلك. كذلك راسَلَ الهمداني العديدَ من علماء العراق وعاشرهم، وقيل إنه سافر إلى العراق، واجتمع بعدد من علمائها، إلاّ أن هناك تشكيك في ذلك. في نحو (311هـ/923م) عاد الهمداني إلى موطنه اليمن.
اختلط الأمر على الرواة في أمر سجن الهمداني حيث خلطوا بين سجنه لمدة قصيرة في صعدة على يد الناصر، وبين سجنه الطويل في صنعاء على يد آل يعفر، أي بين سجنه عام (315 هـ/927م) وسجنه عام (319 هـ/931م). وقد بادر إلى نجدته بعض رجال القبائل، فطالبوا به متوعدين فأذن بإطلاق سراحه في نحو 17 ذي القعدة من عام 321 هـ/8 نوفمبر 933م)، فانتقل بعد ذلك إلى ريدة من بلاد قاع البون حيث قضى الهمداني بقية عمره.

## كتبه وآثاره
كان للهمداني العديد من المؤلفات التي ما زال الكثير منها مجهولًا، يُذكر منها:
- كتاب «الجوهرتين العتيقتين»: في الكيمياء حيث لم يهتم الهمداني بتحويل النحاس إلى ذهب، كما كان شائعاً في عصره، بل درس المعادن المعروفة في عصره وخواصها وطرق تنقيتها واستعمالاتها الصناعية والطبية. وأهم ما يميز الهمداني في هذا الكتاب اعتماده على المنهج التجريبي. يعتقد أن الهمداني أول من أشار إلى حقيقة الجاذبية في هذا الكتاب بقوله «فمن كان تحتها (أي تحت الأرض عند الأسفل) فهو في الثابت في قامته كمن فوقها، ومسقطه وقدمه إلى سطحها الأسفل كمسقطه إلى سطحها الأعلى، وكثبات قدمه عليه، فهي بمنزلة حجر المغناطيس الذي تجذب قواه الحديد إلى كل جانب..».[4]
- كتاب صفة جزيرة العرب[5] : حيث قدم أدلة كروية الأرض.
- كتاب الاكليل:[6] يروي فيه أخبار العرب والأمم السابقة.
- كتاب سرائر الحكمة.
- كتاب الإبل، عن الحيوان.
- كتاب أخبار الأوفياء.
- كتاب أسماء الشهور والأيام.
- كتاب الأيام.
- الأنساب (يعتقد بأنه أحد أجزاء الإكليل).
- كتاب الحرث والحيلة، ذكره في مقدمة الجوهرتين.
- زيج الهمداني (جداول جغرافية)، في مكتبة الأمبروزيانا في إيطاليا.
- المطالع والمطارح، في علوم النحو.
- عجائب اليمن (جزء في الصفة).
- القوى في الطب.
- المسالك والممالك.
- اليعسوب (في فقه الصيد).
- الدامغة وشرح الدامغة: قصيدة في الانتصار للقحطانية، أثارت اهتماماً بالغاً بين الطوائف الدينية وعجلت من سجنه عشرة أيام، سنة 315هـ/ 927م.[3]

## وفاته
توفي الهمداني في ريدة، حيث قبره وبقية أهله، لكن قبره اليوم مجهول، وتاريخ وفاته غير ثابت وفيه خلاف، ويرجح أنه عاش إلى ما بعد 336هـ/ 947م.

## كتاب الإكليل المفقود
كتاب الإكليل من أنساب اليمن وأخبار حمير، هو من الكتب المفقودة المنسوبة للهمداني ويتكون من 10 أجزاء، النسخة الأصلية من الكتاب أُرسلت للبنان للطباعة وأثناء حرب لبنان الأهلية ضاع الكتاب، أُشيع أن الكتاب تم إخفاؤه في محاولة لطمس تاريخ اليمن، بعد فقدان الكتاب طبعت 4 أجزاء من الكتاب.